# Distretto di Dravlje
Il distretto di Dravlje (in sloveno Četrtna skupnost Dravlje, pronuncia [ˈdɾaːu̯ljɛ]), o semplicemente Dravlje, è uno dei 17 distretti (Mestna četrt) della città di Lubiana, prende il nome dalla frazione di Dravlje.